# 200 гривень
200 гри́вень (Двісті гривень) — номінал банкнот України, що випускається в обіг Національним банком України (НБУ) 22 серпня 2001 року. До введення 2006 року купюри номіналом 500 гривень — 200 гривень були найбільшим номіналом. Крім цього, випущені пам'ятні та ювілейні монети цього номіналу.

## Історія
До появи 2001 року в грошовому обігу України 200-гривневої банкноти — найбільшим номіналом були 100 гривень. Загалом, з 2001 року НБУ було введено в обіг три покоління 200-гривневих банкнот. Через відсутність необхідного для цього обладнання — банкноти доводилося друкувати у Великій Британії. Надалі, починаючи з другої половини 1990-х років — вони вже друкувалися в Україні. Всі покоління є різними за дизайном, зокрема: перша серія була меншою за розміром, ніж всі наступні; крім цього, з кожною наступною серією — ускладнювался система їхнього захисту від підробки.
2020 року, з метою поліпшення організації готівкового обігу, НБУ заявив про вилучення з обігу банкнот, випущених до 2003 року. З 1 жовтня того року ці банкноти перестали бути законним засобом платежу.

## Опис банкнот

### Загальне оформлення
200-гривневі банкноти всіх поколіннь традиційно містять на аверсі графічний портрет Лесі Українки (1871—1913) — видатної української письменниці, перекладачки та культурної діячки; а реверс — В'їзну вежу Луцького замку, заснованого у 1340 роки.
Банкноти мали написи «Національний банк України» та «Україна». Крім підпису Голів НБУ, банкноти першого покоління мали десятизначні номери, а всіх наступних поколіннь — дволітерні-семизначні номери. Вони друкуються на спеціальному білому папері, що має відтінок, який відповідає основному кольору банкноти.

### Елементи захисту
На сьогодні НБУ випускає банкноти, що мають сучасний дизайн та надійний захист від підроблення. Наявні елементи захисту на 200-гривневих банкнотах дозволяють гарантовано виявляти підроблені грошові знаки як при уважному візуальному та тактильному контролі без застосування спеціальних детекторів, так і за допомогою спеціального обладнання, що дозволяє перевіряти справжність банкнот в ультрафіолетовому та інфрачервоному діапазонах спектру.
| Елементи захисту             | Друге покоління | Третє покоління | Четверте покоління | Пам'ятні (2021) |
| ---------------------------- | --------------- | --------------- | ------------------ | --------------- |
| Водяний знак                 | Так             | Так             | Так                | Так             |
| Захисна стрічка              | Так             | Так             | Так                | Так             |
| Рельєфні елементи            | Так             | Так             | Так                | Так             |
| Суміщений малюнок            | Так             | Так             | Так                | Так             |
| Райдужний друк               | Ні              | Так             | Так                | Так             |
| Антисканерна сітка           | Так             | Так             | Так                | Так             |
| Кодоване латентне зображення | Ні              | Так             | Так                | Так             |
| Мікротекст                   | Так             | Так             | Так                | Так             |
| Знак для сліпих              | Так             | Так             | Так                | Так             |
| Видимі захисні волокна       | Так             | Так             | Ні                 | Ні              |
| Невидимі захисні волокна     | Так             | Так             | Так                | Так             |
| Флуоресцентний номер         | Так             | Так             | Так                | Так             |
| Магнітний номер              | Так             | Так             | Так                | Так             |
| Прихований номінал           | Так             | Так             | Так                | Так             |
| Флуоресцентний друк          | Так             | Так             | Так                | Так             |
| Високий друк                 | Так             | Так             | Так                | Так             |
| Орловський друк              | Так             | Так             | Так                | Так             |
| Оптично-змінний елемент      | Ні              | Так             | Так                | Так             |
| «Віконна» захисна стрічка    | Так             | Ні              | Так                | Так             |
| Елемент SPARK                | Ні              | Ні              | Так                | Так             |

| - Невидимі захисні зображення (2019, аверс) - Невидимі захисні зображення (2019, реверс) - Водяний знак (2007) - Захисна стрічка (2005) |

### Перелік стандартних випусків

#### Банкноти другого покоління
Банкноти цієї серії друкувалися британською фірмою «De La Rue», без вказівки дати. Немає відомостей коли саме друкувалися банкноти цієї серії, імовірно це був проміжок між другою половиною 1990-х—початку 2000-х років. Серед елементів захисту були: водяний знак у вигляді Лесі Українки, розміщений на білому полі у лівому боці банкноти; у товщі паперу було розміщено захисну полімерну стрічку шириною 1 мм, на якій можна прочитати повторюваний напис «Україна»; латентне сіре зображення з цифрою «200»; суміщений малюнок. Крім цього вони містили знак для сліпих.    
Банкноти ввели в обіг 2001 року. З 2010 року вони почали вилучатися з обігу, а 2020-го — перестали бути законним платіжним засобом.
| Перелік випусків 200-гривневих банкнот другого покоління | Перелік випусків 200-гривневих банкнот другого покоління | Перелік випусків 200-гривневих банкнот другого покоління | Перелік випусків 200-гривневих банкнот другого покоління | Перелік випусків 200-гривневих банкнот другого покоління | Перелік випусків 200-гривневих банкнот другого покоління | Перелік випусків 200-гривневих банкнот другого покоління | Перелік випусків 200-гривневих банкнот другого покоління | Перелік випусків 200-гривневих банкнот другого покоління | Перелік випусків 200-гривневих банкнот другого покоління | Перелік випусків 200-гривневих банкнот другого покоління |
| Зображення                                               | Зображення                                               | Підпис                                                   | Розміри (мм)                                             | Основний колір                                           | Опис                                                     | Опис                                                     | Дата                                                     | Дата                                                     | Дата                                                     |                                                          |
| Аверс                                                    | Реверс                                                   | Підпис                                                   | Розміри (мм)                                             | Основний колір                                           | Аверс                                                    | Реверс                                                   | випуску                                                  | початку вилучення з обігу                                | неплатіжності                                            |                                                          |
| -------------------------------------------------------- | -------------------------------------------------------- | -------------------------------------------------------- | -------------------------------------------------------- | -------------------------------------------------------- | -------------------------------------------------------- | -------------------------------------------------------- | -------------------------------------------------------- | -------------------------------------------------------- | -------------------------------------------------------- | -------------------------------------------------------- |
|                                                          |                                                          | Вадим Гетьман                                            | 133 × 66                                                 | Рожево-синій                                             | Леся Українка                                            | В'їзна вежа Луцького замку                               | 22 серпня 2001                                           | 1 січня 2010                                             | 1 жовтня 2020                                            |                                                          |

#### Банкноти третього покоління
Банкноти цієї серії друкувалися у 2007, 2011, 2013 і 2014 роках. Починючи з цієї серії, банкноти друкувались Банкнотно-монетним двором НБУ. Серед нововведень цієї серії стало: розміщення на аверсі будинку у якому розміщено Літературно-меморіальний музей-садибу Лесі Українки в селі Колодяжному; додання ще одного водяного знаку у вигляді символу гривні; вживлена в папір захисна стрічка з написом «200 ГРН» та тризубом (була використана і у наступній серії); оптично-змінний елемент у вигляді крупної цифри номіналу; й рядки з її поезії «За правду, браття, єднаймось щиро…»:
|  | За правду, браття, єднаймось щиро, Єдиний маєм правий шлях... |

.
Банкноти ввели в обіг 2007 року. Із 1 листопада 2024 року НБУ розпочав поступове вилучення з готівкового обігу банкнот третього покоління.
| Перелік випусків 200-гривневих банкнот третього покоління | Перелік випусків 200-гривневих банкнот третього покоління | Перелік випусків 200-гривневих банкнот третього покоління | Перелік випусків 200-гривневих банкнот третього покоління | Перелік випусків 200-гривневих банкнот третього покоління | Перелік випусків 200-гривневих банкнот третього покоління | Перелік випусків 200-гривневих банкнот третього покоління | Перелік випусків 200-гривневих банкнот третього покоління | Перелік випусків 200-гривневих банкнот третього покоління | Перелік випусків 200-гривневих банкнот третього покоління | Перелік випусків 200-гривневих банкнот третього покоління |
| Зображення                                                | Зображення                                                | Підпис                                                    | Розміри (мм)                                              | Основний колір                                            | Опис                                                      | Опис                                                      | Дата                                                      | Дата                                                      | Дата                                                      |                                                           |
| Аверс                                                     | Реверс                                                    | Підпис                                                    | Розміри (мм)                                              | Основний колір                                            | Аверс                                                     | Реверс                                                    | першого друку                                             | випуску                                                   | початку вилучення                                         |                                                           |
| --------------------------------------------------------- | --------------------------------------------------------- | --------------------------------------------------------- | --------------------------------------------------------- | --------------------------------------------------------- | --------------------------------------------------------- | --------------------------------------------------------- | --------------------------------------------------------- | --------------------------------------------------------- | --------------------------------------------------------- | --------------------------------------------------------- |
|                                                           |                                                           | Володимир Стельмах                                        | 148 × 75                                                  | Рожевий                                                   | Леся Українка                                             | В'їзна вежа Луцького замку                                | 2007                                                      | 28 травня 2007                                            | 1 листопада 2024                                          |                                                           |
|                                                           |                                                           | Сергій Арбузов                                            | 148 × 75                                                  | Рожевий                                                   | Леся Українка                                             | В'їзна вежа Луцького замку                                | 2011                                                      | 1 листопада 2011                                          | 1 листопада 2024                                          |                                                           |
|                                                           |                                                           | Ігор Соркін                                               | 148 × 75                                                  | Рожевий                                                   | Леся Українка                                             | В'їзна вежа Луцького замку                                | 2013                                                      | 1 листопада 2013                                          | 1 листопада 2024                                          |                                                           |
|                                                           |                                                           | Степан Кубів                                              | 148 × 75                                                  | Рожевий                                                   | Леся Українка                                             | В'їзна вежа Луцького замку                                | 2014                                                      | 1 жовтня 2014                                             | 1 листопада 2024                                          |                                                           |
|                                                           |                                                           | Валерія Гонтарева                                         | 148 × 75                                                  | Рожевий                                                   | Леся Українка                                             | В'їзна вежа Луцького замку                                | 2014                                                      | 1 грудня 2014                                             | 1 листопада 2024                                          |                                                           |

#### Банкноти четвертого покоління
Банкноти цієї серії друкуються з 2019 року, їхньою особливістю стала поява таких елементів захисту, як: SPARK-елемент (оптично-змінне зображення, що має кінетичний ефект; при зміні кута нахилу банкноти на ділянках зображення спостерігаються поступові переходи від одного кольору до іншого) у вигляді квітки; та «віконна» захисна стрічка (частково введена в товщу паперу захисна стрічка з яскраво вираженим кінетичним ефектом; при зміні кута нахилу банкноти змінюється напрямок руху фонового зображення стрічки), стрічка містить цифри «200» та символ української гривні, вона виходить з товщі паперу три рази. 
| Перелік випусків 200-гривневих банкнот четвертого покоління | Перелік випусків 200-гривневих банкнот четвертого покоління | Перелік випусків 200-гривневих банкнот четвертого покоління | Перелік випусків 200-гривневих банкнот четвертого покоління | Перелік випусків 200-гривневих банкнот четвертого покоління | Перелік випусків 200-гривневих банкнот четвертого покоління | Перелік випусків 200-гривневих банкнот четвертого покоління | Перелік випусків 200-гривневих банкнот четвертого покоління | Перелік випусків 200-гривневих банкнот четвертого покоління | Перелік випусків 200-гривневих банкнот четвертого покоління | Перелік випусків 200-гривневих банкнот четвертого покоління |
| Зображення                                                  | Зображення                                                  | Підпис                                                      | Розміри (мм)                                                | Основний колір                                              | Опис                                                        | Опис                                                        | Дата                                                        | Дата                                                        | Статус                                                      |                                                             |
| Аверс                                                       | Реверс                                                      | Підпис                                                      | Розміри (мм)                                                | Основний колір                                              | Аверс                                                       | Реверс                                                      | першого друку                                               | випуску                                                     | Статус                                                      |                                                             |
| ----------------------------------------------------------- | ----------------------------------------------------------- | ----------------------------------------------------------- | ----------------------------------------------------------- | ----------------------------------------------------------- | ----------------------------------------------------------- | ----------------------------------------------------------- | ----------------------------------------------------------- | ----------------------------------------------------------- | ----------------------------------------------------------- | ----------------------------------------------------------- |
|                                                             |                                                             | Яків Смолій                                                 | 148 × 75                                                    | Рожевий                                                     | Леся Українка                                               | В'їзна вежа Луцького замку                                  | 2019                                                        | 25 лютого 2020                                              | В обігу                                                     | В обігу                                                     |
|                                                             |                                                             | Кирило Шевченко                                             | 148 × 75                                                    | Рожевий                                                     | Леся Українка                                               | В'їзна вежа Луцького замку                                  | 2021                                                        | 9 листопада 2021                                            | В обігу                                                     | В обігу                                                     |

### Пам'ятні банкноти
19 листопада 2021 року введена в обіг пам'ятна 200-гривнева банкнота четвертого покоління, присячена «30-річчю Незалежності України». Від банкнот звичайного випуску вона відрізнялася нанесенням на реверсі трафаретним друком спеціальною оптично-змінною фарбою офіційної символіки (айдентики) напису: «30 років Незалежності України». Вийшло 30 тисяч штук банкноти, вона має серії ЯА з номерами 0000001-0030000. Пам'ятні банкноти є законними платіжними засобами нарівні із зразками звичайних випусків.
| Пам'ятна 200-гривнева банкнота четвертого покоління 2021 року | Пам'ятна 200-гривнева банкнота четвертого покоління 2021 року | Пам'ятна 200-гривнева банкнота четвертого покоління 2021 року | Пам'ятна 200-гривнева банкнота четвертого покоління 2021 року | Пам'ятна 200-гривнева банкнота четвертого покоління 2021 року | Пам'ятна 200-гривнева банкнота четвертого покоління 2021 року | Пам'ятна 200-гривнева банкнота четвертого покоління 2021 року | Пам'ятна 200-гривнева банкнота четвертого покоління 2021 року | Пам'ятна 200-гривнева банкнота четвертого покоління 2021 року | Пам'ятна 200-гривнева банкнота четвертого покоління 2021 року | Пам'ятна 200-гривнева банкнота четвертого покоління 2021 року | Пам'ятна 200-гривнева банкнота четвертого покоління 2021 року |
| Зображення                                                    | Зображення                                                    | Підпис                                                        | Розміри, мм                                                   | Основний колір                                                | Опис                                                          | Опис                                                          | Дата                                                          | Дата                                                          | Статус                                                        |                                                               |                                                               |
| Аверс                                                         | Реверс                                                        | Підпис                                                        | Розміри, мм                                                   | Основний колір                                                | Аверс                                                         | Реверс                                                        | першого друку                                                 | випуску                                                       | Статус                                                        |                                                               |                                                               |
| ------------------------------------------------------------- | ------------------------------------------------------------- | ------------------------------------------------------------- | ------------------------------------------------------------- | ------------------------------------------------------------- | ------------------------------------------------------------- | ------------------------------------------------------------- | ------------------------------------------------------------- | ------------------------------------------------------------- | ------------------------------------------------------------- | ------------------------------------------------------------- | ------------------------------------------------------------- |
|                                                               |                                                               | Кирило Шевченко                                               | 148 × 75                                                      | Рожевий                                                       | Леся Українка                                                 | В'їзна вежа Луцького замку                                    | 2021                                                          | 19 листопада 2021                                             | В обігу                                                       | В обігу                                                       |                                                               |

## Кількість банкнот в обігу
Станом на 1 липня 2023 року в обігу в Україні перебувало 526,9 млн штук 200-гривневих банкнот, що складає 19,6 % від загальної кількості банкнот всіх номіналів.

## Пам'ятні та обігові монети
Всього було випущено два типа золотих монет номіналом 200 гривень, у якості пруф. Монети обох серій мають вагу 15,55 г при діаметрі 25 мм. 
| Назва                 | Тираж | Дата випуску    | Аверс | Реверс |
| --------------------- | ----- | --------------- | ----- | ------ |
| Києво-Печерська Лавра | 20000 | 10 квітня 1997  |       |        |
| Тарас Шевченко        | 10000 | 12 березня 1997 |       |        |